# Патријарх српски Павле
Патријарх српски Павле (световно име Гојко Стојчевић; Кућанци, 11. септембар 1914 — Београд, 15. новембар 2009) био је 44. врховни поглавар Српске православне цркве од 1990. до 2009. године.
Његово пуно име и титула гласили су Његова светост архиепископ пећки, митрополит београдско-карловачки и патријарх српски господин Павле.

## Биографија
Рођен је 11. септембра 1914. године као Гојко Стојчевић у селу Кућанци, срез Доњи Михољац у Славонији, тада у Аустроугарској, а сада у Хрватској.

### Детињство и школовање
Рано је остао без родитеља. Презивао се по мајци. Отац Стеван Окрајнов је отишао да ради у САД, тамо је добио туберкулозу и „вратио се кући да умре” кад је дечаку било три године, иза њега су остала два сина Душан и Гојко. После тога мајка Ана се преудала и родила три ћерке, и при рођењу треће је умрла. Душан и Гојко су остали са бабом Драгом и тетком, најстаријом очевом сестром. Тетка их је одгајила заједно са својом ћерком Агицом која је била девет година старија од Гојка — патријарха Павла. Схвативши да је дете „врло слабачко”, тетка га је поштедела сеоских послова и омогућила му да се школује.
Четвороразредну основну школу завршио је у Кућанцима. Лето 1925. провео је у манастиру Ораховица припремајући се за одлазак на наставак школовања у Тузлу. У Тузли је завршио нижу гимназију у периоду између 1925. и 1929. године. За то време је становао код стрица у десеточланој сиромашној породици. У школи је био склон „предметима где не мора да меморише, као што су математика и физика”, седео је у клупи са једним муслиманом и једним Хрватом. Веронауку му је предавао професор Димитрије Јанков који је једно време био и ректор богословије. Иако је из веронауке имао двојку, утицај родбине је превагнуо и његов избор за наставак школовања био је богословија.
После завршене ниже гимназије у Тузли (1925—1929) завршио је шесторазредну богословију у Сарајеву (1930—1936). У то време богословијом је управљао митрополит Петар Зимоњић. У школи је био запажен као добар појац, био је други тенор. Волео је да пева и у селу, па су га звали „пјевалица“. У Сарајеву је био члан друштва „Трезвена младеж“ које се борило против опијања и пушења, у градском одбору за све сарајевске средње школе било је пет чланова међу којима Гојко Стојчевић и Миодраг Миловановић. У то време становао је у интернату богословије. До 1936. његов брат Душан је постао обућар и оженио се, а Гојко је лета проводио код тетке на селу бавећи се пољопривредним пословима.
У Београд је дошао 1936. године, где је уписао Богословски факултет. На Богословском факултету Ава Јустин Поповић предавао му је Догматику. Ванредно је завршио и више разреде Шесте београдске гимназије да би могао да упише упоредо и Медицински факултет. На Медицинском факултету је стигао до друге године студија, а Богословски факултет је завршио. У Београду га је затекао и Други светски рат. Током школовања у Београду променио је више адреса становања.

### Рат, монашки живот
Почетком рата да би се издржавао радио је на београдским грађевинама, а то му није одговарало због слабог здравља. На позив свог школског друга Јелисеја Поповића, који је био игуман манастира Свете Тројице, одлази 1942. у овај овчарско-кабларски манастир где је провео следеће две године рата. У то време његовог брата Душана убиле су усташе.
Током 1944. запослио се као вероучитељ и васпитач у дому за децу избеглу из Босне у Бањи Ковиљачи. Када је децу изводио на реку један дечак је почео да се дави и Гојко је скочио у хладну воду да му помогне. Убрзо се тешко разболео „на плућима“ и лекари су веровали да је туберкулоза предвиђајући му још три месеца живота. Отишао је тада у манастир Вујан где је живео неко време изолован од осталих монаха и успео је да се излечи од ове болести. У знак захвалности изрезбарио је и поклонио манастиру дрвени крст са распећем. Током 1945. године братство из Вујна се преселило у манастир Благовештење где је био игуман Јулијан Кнежевић. Гојко је тада био искушеник и једини међу братством који је имао завршен Богословски факултет. Међу искушеницима је био и Милисав, касније архимандрит Јован Радосављевић. Гојко је за свога духовника изабрао јеромонаха Макарија Миловановића, старешину женског манастира Јовање. Макарије је тада био стар монах, водио је строг подвижнички живот и био аскета. Гојко је замонашен у манастиру Благовештењу 1948. године и добио име Павле, према апостолу Павлу. Замонашио га је његов духовник Макарије. Убрзо се замонашио и Милисав који је за свог духовника изабрао Павла. 
Од 1949. до 1955. године био је у монашком братству манастира Раче, где су прешли још неки монаси из Благовештења. Школску 1950/51. годину провео је као учитељ заменик у призренској Богословији св. Кирила и Методија. У чин јеромонаха унапређен је 1954, протосинђел је постао 1954, а архимандрит 1957. Од 1955. до 1957. године био је на постдипломским студијама на Богословском факултету у Атини. Одлуку Синода да га пошаље у Атину, у манастир Рачу му је донео професор прота Стева Димитријевић.

### Епископ рашко-призренски
Изабран је за епископа рашко-призренског 29. маја 1957. године, а посвећен је 21. септембра 1957. године, у београдској Саборној цркви. Чин посвећења обавио је патријарх српски Викентије. За епископа рашко-призренског устоличен је 13. октобра 1957. године, у призренској Саборној цркви светог Ђорђа.
У Епархији рашко-призренској градио је нове цркве, обнављао старе и порушене, посвећивао и монашио нове свештенике и монахе. Старао се о Призренској богословији, где је повремено држао и предавања из црквеног певања и црквенословенског језика. Често је путовао, обилазио и служио у свим местима своје Епархије. Са косовским егзодусом, Призренска богословија Светог Кирила и Методија је привремено премештена у Ниш, а седиште Рашко-призренске епархије из Призрена у манастир Грачаницу.
Као епископ рашко-призренски сведочио је у Уједињеним нацијама пред многобројним државницима, о страдању српског народа на Косову и Метохији. Писао је извештаје Светом синоду о тешком положају Срба и православне цркве на Косову и Метохији. На аутобуској станици у Призрену физички га је напао један Албанац, а било је и других вербалних и физичких напада.
По својој епархији је углавном ишао пешке, од Пећи до манастира Пећке патријаршије, од Приштине до манастира Грачанице. Где није могао пешке ишао је аутобусом јер епархија није имала ауто, касније је епархија имала један вартбург.
Као епископ-рашко призренски Павле је писао 1969. о више злочина Албанаца, попут пљачке, уништавања цркви, физичких напада на монахиње и каменовања верника које су чинила албанска деца.
Имајући у виду његове заслуге на научном богословском пољу, Богословски факултет Српске православне цркве у Београду, доделио му је 1988. године звање почасног доктора богословља.

### Патријарх српски
За патријарха Српске православне цркве изабран је 1. децембра 1990. Сутрадан, 2. децембра, устоличен је у Саборној цркви у Београду. Церемонију је извршило 12 епископа, 12 свештеника и 13 ђакона. Избор је обављен за живота претходног патријарха, Германа, због његове дуготрајне тешке болести на предлог лекарског Конзилијума Војномедицинске академије које су потврђене стручним налазом. Павлово име нашло се на листи кандидата у деветом кругу гласања. Довољан број гласова за улазак на листу кандидата у првом кругу добили су епископ шумадијски Сава и епископ жички Стефан, а тек у деветом кругу „цензус” је прешао и епископ рашко-призренски Павле. После тога, по апостолском начину бирања, коверте са именима тројице кандидата стављене су на Јеванђеље, архимандрит троношки Антоније Ђурђевић их је промешао и потом извукао коверат са именом патријарха. Најстарији присутни великодостојник митрополит сарајевски Владислав отворио је коверат и прочитао име. Митрополит Владислав је био патријархов школски друг из богословије у Сарајеву, а архимандрит Антоније заједно са њим сабрат манастира Раче. Нови 44. патријарх СПЦ тада је рекао:
Моје су снаге слабе, то сви знате. Ја се у њих не надам. Надам се у вашу помоћ, кажем и понављам, у помоћ Божју којом ме је Он и до сада држао. Нека буде Богу на славу и на корист Његовој цркви и нашем напаћеном народу у ова тешка времена. Ми немамо никакав програм патријаршијске делатности, наш програм је Јеванђеље Христово.
Касније је о том избору за патријарха рекао „нисам очекивао, још мање желео”. У манастиру Пећка патријаршија устоличен је 22. маја 1994. године, у трон пећких патријарха.
Иако се отворено изјашњавао против светосавског национализма који је у то време постао доминантна струја унутар цркве, није могао да заустави епископе Амфилохија Радовића, Артемија Радосављевића, Атанасија Јевтића, горњокарловачког Никанора, Филарета Мићевића, Василија Качавенду и Иринеја Буловића у ратним временима током распада СФРЈ. Суочавајући се с тим проблемом, апеловао је чувеним речима: „Будимо људи, иако смо Срби“. Међутим, и сам је био изложен критикама због своје улоге у југословенским ратовима. Павле је у свом писму 1991. године током рата у Хрватској британском лорду Карингтону изјавио: "Срби не могу да живе са Хрватима ни у каквој држави. Ни у каквој Хрватској".
Бавио се и научним радом. Објавио је монографију о манастиру Девичу, Девич, манастир Светог Јоаникија Девичког (1989, друго издање 1997). У Гласнику Српске православне цркве, од 1972. године објављивао је студије из Литургике у облику питања и одговора, од којих је настало тротомно дело Да нам буду јаснија нека питања наше вере, I, II, III (1998). Приредио је допуњено издање Србљака, које је Синод Српске православне цркве издао 1986. године. Такође, приређује Христијанскије празники од М. Скабалановича. Аутор је и издања Требника, Молитвеника, Дополнитељног требника, Великог типика и других богослужбених књига у издању Синода. Питања и одговори чтецу пред производством објављује 1988. године, а Молитве и молбе 1990. Заслугом патријарха Павла умножен је у 300 примерака Октоих из штампарије Ђурђа Црнојевића.
Патријарх Павле је дуго година био председник комисије Светог архијерејског синода за превод Светог писма (Новог завета), чији је први превод, који је званично одобрен од Цркве, објављен 1984, а исправљено издање овог превода 1990. године. Исто тако, био је председник Литургичке комисије при Светом архијерејском синоду, која је припремила и штампала Служебник на српском језику.
За време мандата патријарха Павла обновљено је и основано више епархија. Обновљена је Богословија на Цетињу 1992. године. Отворена је 1994. године Духовна академија Светог Василија Острошког у Србињу (Фоча) и Богословија у Крагујевцу 1997. године, као одсек Богословије Светог Саве у Београду. Основана је и информативна служба Српске православне цркве Православље Прес.
Покренуо је 1993. године у Београду Академију за уметности и конзервацију, са неколико одсека (иконопис, фрескопис, конзервација), следећих година настава веронауке је враћена у школе (2002), као и Богословски факултет у оквире Београдског универзитета из кога су га комунистичке власти избациле 1952. године.
Имао је значајну улогу у превазилажењу раскола митрополије новограчаничке у Америци који је трајао више деценија. Путовао је у Америку више пута (1996, 1998, 1999 и 2001) и у Аустралију (2004). Походио је гроб Светога Јована Шангајског 1992. године током своје прве историјске посете Сједињеним Америчким Државама. Архиепископ Јован Шангајски тада још није био канонизован, али се он поклонио његовим моштима као Светоме и појао му тропар. Овакво поклоњење једног православног патријарха гробу Архиепископа Јована пресудно је утицало на коначну одлуку Руске Заграничне Цркве о његовој канонизацији.
Свако јутро, осим ако није ишао у неку другу цркву, служио је литургију у Патријаршији и причешћивао се, а свако вече је био на вечерњој служби у Саборној цркви заједно са осталим свештеницима за певницом. Са собом је увек носио Свето писмо и молитвеник. По Београду је ишао градским превозом или пешке. Живео је аскетским животом, сам је шио и крпио одело и ципеле, и обављао остале мајсторске послове у Патријаршији.
На Савиндан 1997. предводио је у Београду литију која је прошла кроз кордон полиције у Коларчевој улици. То је било у време демонстрација после локалних избора из новембра 1996. године. Док је био патријарх није примао патријаршијску плату, него једино пензију из периода док је био епископ рашко-призренски.
Његов духовник и исповедник свештенства архиепископије београдско-карловачке више година био је протојереј-ставрофор Миодраг Миловановић, школски друг из богословије у Сарајеву, који је гостовао у емисији „Агапе” на Студију Б 15. новембра 2009. и причао о патријарху Павлу. Шеф патријарховог кабинета био је Момир Лечић.
Повремено се исповедао светом Тадеју Витовничком.
Међу верним народом СПЦ и верницима других Православних Цркава био је изузетно поштован.
Пaтријарх Пaвлe био је вeлики противник брзих кaнонизaциja. Противио сe свaкоj брзоплeтости, посeбно кaдa je рeч о будућим свeтитeљимa. Пaвлe je годинaмa одлaгaо додeљивaњe орeолa Николају Вeлимировићу и Jустину Поповићу, иaко их је вeомa цeнио и увaжaвaо.
Дана 8. децембра 2005. примљен је на лечење у Војномедицинску академију због повреде кука приликом пада у својим одајама. Убрзо се опоравио од ове повреде и вратио у Патријаршију. Пред Васкрс 2006. се опекао врелом водом приликом купања, па је поново отишао на ВМА где је дочекао овај празник, убрзо се опоравио и вратио својим обавезама у Патријаршији.
Патријарх Павле није раније узимао учешће у гласању, односно није излазио на изборе (локалне, председничке и парламентарне), али је поводом референдума о новом уставу Републике Србије 2006. телевизијским обраћањем грађане позвао да (гласањем) испуне своју „најсветију дужност“ и сам изашао да гласа.
Примљен је на лечење на Војномедицинску академију у Београду 13. новембра 2007. године веома исцрпљен и са јаком упалом плућа. Ту је провео две године на опоравку и лечењу, до своје смрти.
Услед високих година и све сложенијег здравственог стања, патријарх Павле је током 2008. године почео да размишља о повлачењу са патријаршијског трона, након чега је Свети Архијерејски Синод СПЦ у саопштењу од 24. октобра 2008. године обавестио јавност да је патријархова молба за повлачење из активне службе прослеђена Светом Архијерејском Сабору. Патријархова молба је разматрана на почетку јесењег заседања Светог Архијерејског Сабора СПЦ, који је саопштењем од 12. новембра 2008. године обавестио јавност да је поводом поменуте молбе донета одлука којом се патријарх Павле умољава да и даље остане на челу Српске православне цркве.

### Смрт и сахрана
Патријарх српски господин Павле је преминуо у Београду на Војномедицинској академији после дуже болести, у недељу 15. новембра 2009. године око 10.45 часова. Рано тог јутра причестио га је јеромонах Методије, а патријарх је касније умро у сну. Влада Србије је поводом његове смрти прогласила тродневну жалост у Србији (16, 17 и 18. новембар 2009), а дан сахране 19. новембар био је дан жалости у Београду, Републици Српској и у дистрикту Брчко. Од недеље 15. новембра до четвртка 19. новембра тело патријарха Павла налазило се у Саборној цркви где су непрестано читане молитве и где су верници долазили да му одају почаст. У недељу 15. новембра око 22 сата колона испред Саборне цркве била је дужа од километра, слично је било и наредних дана када се ред испред Саборне цркве простирао улицом краља Петра и кнез Михаиловом до палате „Албанија“.
Патријарх је, према сопственој жељи израженој у тестаменту, сахрањен у манастиру Раковица. Датум сахране био је четвртак 19. новембар 2009. године. Тог дана заупокојена литургија била је у Саборној цркви са почетком у 7 сати и 30 минута и служили су је патријарх васељенски Вартоломеј и чувар патријаршијског трона митрополит Амфилохије заједно са осталим владикама и свештеницима. После тога литија са патријарховим телом је кренула према храму Светог Саве где је одржано опело у 11 сати. Према процени полиције у литији и на опелу било је присутно око 600.000 људи. Осим патријарха Вартоломеја и митрополита Амфилохија, присутнима на опелу се обратио и председник Србије Борис Тадић. Био је присутан већи број црквених поглавара и делегација, а од православних поглавара осим васељенског патријарха били су: румунски патријарх Данило, албански архиепископ Анастасије, чешки и словачки Христифор, уместо руског патријарха Кирила дошла је делегација на челу са митрополитом минским Филаретом, а био је присутан и архиепископ непризнате Македонске православне цркве — Охридске архиепископије, Стефан. После опела поворка је кренула према манастиру Раковица где је патријарх сахрањен око 13.50 часова, у манастирском дворишту поред патријарха Димитрија. Радио телевизија Србије је четири и по сата директно преносила литургију, литију и опело на свом првом програму. Сахрана у манастиру Раковица била је без присуства камера пред око хиљаду људи којима се обратио митрополит мински Филарет. Патријархова жеља је била да се на сахрану не доносе венци, него да се уместо тога да прилог за изградњу храма Светог Саве.
На опелу је митрополит Амфилохије цитирао његове речи: Кад се човек роди, цео свет се радује, а само он плаче. Али, треба да живи тако да, кад умре, цео свет плаче, а само он се радује.
| „                                                       | У духовном животу, као што то бива и у телесном, треба се држати начела поступности — ићи постепено, налагати лакше, па кад се олакша теже подвиге и обавезе. Чинити то онако како указује Апостол Павле, који вели да почетнике треба хранити блажом храном, а кад узрасту и ојачају, онда тврдом. Тако дакле, треба поступати и у молитвеном правилу — почети са малим, а кад се оно утврди и пређе у навику, онда додати још мало и тако редом док се не дође до потпуног одређеног за одрасле. | ” |
| — Преподобни патријарх Павле, цитирајући Апостола Павла | |   |

## Канонизација
Упућeни у приликe у СПЦ процeњују дa ћe пaтријарх Пaвлe бити проглaшeн зa свeтитeљa зa „владе” нaрeднe гeнeрaциje влaдикa.
Кaдa би Српскa прaвослaвнa црквa нaпрaвилa aнкeту сa питaњeм ко би трeбaло дa будe њeн слeдeћи свeтитeљ, jeдноглaсни одговор вeровaтно би глaсио - пaтријарх Пaвлe. Блaжeнопочивши поглaвaр СПЦ jош зa животa стeкaо je eпитeт свeтог човeкa међу верним народом који га је називао свецем који хода, aли светачки орeол звaнично jош ниje добио.
Суочeни сa учeстaлим кaнонизaцијамa у Римокaтоличкоj цркви, свe вишe вeрникa СПЦ постaвљa питaњe проглaшeњa зa свeтитeљe појединих личности из нaшe црквeнe историje. Нa иконaмa сa злaтним орeолом многи би волeли дa видe пaтријархa српског Пaвлa, оцa Тaдeja Витовничког, оца Гаврила Антонијевића, схиaрхимaндритa Стeфaнa Свeтогорцa и многe другe.

### Светитељ у души народа
Епископ шабачки Лаврентије, по хиротонији најстарији владика Српске православне цркве, са 52 године епископског стажа, каже за „Политику” да има два дуга Господу: што нам је у наше време дао патријарха Павла и што је имао лично срећу да буде у његовој близини и проведе уз њега неколико година.
- Никад из његових уста нисте чули осуду човека или да клевеће некога. Живео је часно и поштено, светим животом којим је обавезао и све нас око њега, да пазимо на своје понашање, на своје речи и поступке. Господ ми је дао срећу да будем у непосредној близини патријарха Павла и да упијем оне племенитости, доброте, љубави којом је зрачио. Имао сам срећу да уз њега проведем три-четири године и видео сам какав је он подвижник био, колико се његов живот разликовао моралном висином од живота и мене и свих других нас епископа који смо живели више о хлебу него о небу, док је он више живео о небеским истинама него о земаљским – каже епископ Лаврентије.Додаје да је патријарх Павле све ближи људима што нас време више удаљава од његове физичке смрти.
- Уселио се у срца и љубав људи и тако ће пратити свој народ и бити му све ближи што смо раздвојенији временом. А процес канонизације иде од народа. Ако народ некога не канонизује по Божјем допуштењу, Црква неће да намеће. Патријарх Павле је у души народа већ светитељ. Тако да ће то Црква прихватити, а и ми архијереји о њему говоримо као о светом човеку – додаје владика Лаврентије.[38]

### Правила за канонизацију
- Потребно је да га пројави Бог
- потребно је да неко из СПЦ да предлог Сабору
- потребно је да прође минимум три године од смрти
- потребно је да особа која се канонизује буде прихваћена у народу и да нема негативних конотација у вези с том особом
- потребно је да се прикупе одређена документа о његовој светости
- потребно је да се на његовим моштима дешавају исцелења.[39]

## Награде и признања

### Одликовања
Патријарх Павле је добио бројна одликовања. 
- У јануару 2002, током посете Русији, уручене су му награде Међународног фонда за унапређење јединства православног народа и Фонда светог апостола Андреја Првозваног.
- У септембру 2004, на деведесети рођендан патријарха Павла, председник Србије и Црне Горе Светозар Маровић одликовао га је Орденом Немање првог степена.
- Поводом дана државности Србије, 15. фебруара 2007, престолонаследник Александар Карађорђевић му је доделио Орден Карађорђеве звезде првог степена. Орден је у његово име примио митрополит црногорско-приморски Амфилохије.[40]
- Године 2009. је примио руски орден Достојанство због „значаја који је имао у данима искушења кроз које су српски народ и Црква прошли“.[41]

### Награде
- Књижевна награда „Библиос”, за дело Молитве и молбе, 1997.
- Награда „Златни крст кнеза Лазара”, 1997.
- Награда „Браћа Карић”, за хуманитарне активности, 1998.
- Награда „Златни прстен деспота Стефана Лазаревића”, 2001.

## Наслеђе
Умео је да се нашали и сачуван је велики број анегдота из његовог живота.
Поводом 100 година од рођења у Србији је 2014. године објављена поштанска марка са његовим ликом, као и изложба његове личне библиотеке.
По њему је названа Гимназија „Патријарх Павле” у Раковици. Подигнут му је 2018. године споменик у Ташмајданском парку, 2011. године биста у Младеновцу, и 2020. споменик на Палама.
Београд и Нови Сад имају булеваре који носе његово име, а улице именоване по њему постоје и у Броду, Новим Бановцима и другим местима.
Постоји дуодрама Патријарх Павле – бити човек међу људима и нељудима по тексту Јована Јањића.